# OR2L3
OR2L3 (англ. Olfactory receptor family 2 subfamily L member 3) – білок, який кодується однойменним геном, розташованим у людей на 1-й хромосомі. Довжина поліпептидного ланцюга білка становить 312 амінокислот, а молекулярна маса — 35 282.
| 10         |  | 20         |  | 30         |  | 40         |  | 50         |
| ---------- |  | ---------- |  | ---------- |  | ---------- |  | ---------- |
| MENYNQTSTD |  | FILLGFFPPS |  | RIGLFLFILI |  | VFIFLMALIG |  | NLSMILLIFL |
| DTHLHTPMYF |  | LLSQLSLIDL |  | NYISTIVPKM |  | ASDFLSGNKS |  | ISFTGCGIQS |
| FFFSALGGAE |  | ALLLASMAYD |  | RYIAICFPLH |  | YPIRMSKRMC |  | VLMITGSWII |
| GSINACAHTV |  | YVLHIPYCQS |  | RAINHFFCDV |  | PAMVTLACMD |  | TWVYEGTVFL |
| STTIFLVFPF |  | IAISCSYGRV |  | LLAVYHMKSA |  | EGRKKAYLTC |  | STHLTVVTFY |
| YAPFVYTYLR |  | PRSLRSPTED |  | KVLAVFYTTL |  | TPMLNPIIYS |  | LRNKEVMGAL |
| TRVSQRICSG |  | KM         |  |            |  |            |  |            |

A: Аланін

C: Цистеїн

D: Аспарагінова кислота

E: Глутамінова кислота

F: Фенілаланін

G: Гліцин

H: Гістидин

I: Ізолейцин

K: Лізин

L: Лейцин

M: Метіонін

N: Аспарагін

P: Пролін

Q: Глутамін

R: Аргінін

S: Серин

T: Треонін

V: Валін

W: Триптофан

Кодований геном білок за функціями належить до рецепторів, g-білокспряжених рецепторів, білків внутрішньоклітинного сигналінгу. 
Локалізований у клітинній мембрані.